# Apartamentos Bórgia

Pinturicchio - Alexandre VI (Detalhe)

Os Apartamentos Bórgia são uma suíte de quartos do Palácio Apostólico do Vaticano, adaptados para uso pessoal pelo Papa Alexandre VI (Rodrigo de Bórgia). No final do século XV, ele contratou o pintor italiano Bernardino di Betto (Pinturicchio) e seu estúdio para decorá-los com afrescos.
As pinturas e afrescos, executados entre 1492 e 1494, basearam-se em um complexo programa iconográfico que utilizou temas de enciclopédias medievais, acrescentando uma camada escatológica de significado e celebrando as origens supostamente divinas dos Bórgias. Cinco dos seis apartamentos incluem afrescos pintados na abóbada. O registro superior das abóbadas contém pinturas, enquanto os registros inferiores são decorados com tapeçarias e ouro. A recente limpeza do afresco de Pinturicchio, A Ressurreição, revelou uma cena que se acredita ser a representação europeia mais antiga conhecida de nativos americanos, pintada apenas dois anos depois de Cristóvão Colombo retornar do Novo Mundo.